# Chronologia królów Judy i Izraela Edwina Thielego
Chronologia królów Judy i Izraela Edwina Thielego – najbardziej rozpowszechniony obecnie w naukach o historii Starożytnego Bliskiego Wschodu system datacji względnej i bezwzględnej królów starożytnej Judy i Izraela z okresu Podzielonego Królestwa, opracowany w 1943 r. przez Edwina Richarda Thielego (1895–1986), misjonarza adwentystycznego, bakałarza języków starożytnych, magistra archeologii, doktora archeologii biblijnej i profesora Starego Testamentu na Andrews University w Berrien Springs.

## Opracowanie chronologii Thielego
Edwin Thiele opracował swoją nowatorską chronologię królów hebrajskich podczas studiów doktoranckich na University of Chicago. Po raz pierwszy została ona przeniesiona na papier w jego dysertacji doktorskiej z 1943 r. Następnie, w 1944 r. rozwinął tezy zawarte w pracy doktorskiej w książce The Chronology of the Kings Judach and Israel. W końcu, w 1951 r. opublikował obszerną książkę pt. The Mysterious Numbers of the Hebrews Kings. Książka ta była wznawiana trzykrotnie (1963, 1982 i 1994) zapewniając chronologii Thielego rozgłos i uznanie.

## Założenia i zasady chronologii Thielego
Generalnym założeniem wstępnym Edwina Thielego przy opracowywaniu chronologii królów hebrajskich było pełne zaufanie do tekstu masoreckiego Starego Testamentu. Thiele uważał, że liczby z Ksiąg Królewskich podające pierwszy rok króla Judy lub Izraela w odniesieniu do danego roku panowania króla sąsiedniego państwa żydowskiego oraz okresy lat panowania królów odpowiadają rzeczywistości historycznej i zostały wiernie przekazane przez kopistów.
Thiele skonstruował chronologię względną królów (zestawienie okresów panowań królów Judy i Izraela względem siebie) opierając się na 4 zasadach/ hipotezach (potwierdzonych przez późniejsze odkrycia archeologiczne):
1. W Zjednoczonym Królestwie Izraela i Judy, a potem w Królestwie Judy (Państwie Południowym) lata panowania królów liczone były według roku kalendarzowego trwającego od jesieni do jesieni (1. Tiszri do 1 Tiszri), natomiast lata panowania królów Izraela (Państwa Północnego) liczone były od wiosny do wiosny (1. Nisan do 1 Nisan).
2. Izrael rozpoczął od stosowania systemu „bez roku wstąpienia na tron”, aby w późniejszym okresie przejść do systemu według „roku wstąpienia na tron”, natomiast w Judzie zaczęto stosować system „roku wstąpienia na tron”, później zmieniono go na system „bez roku wstąpienia na tron” aby na koniec powrócić do systemu pierwotnego.
3. Kronikarze opisujący panowanie królów swojego kraju (Judy lub Izraela) w odniesieniu do panowania królów sąsiedniego państwa żydowskiego określali okresy panowania tych ostatnich według systemu obowiązującego w swoim kraju.
4. Zarówno w Judzie jak i w Izraelu często występowały koregencje (współrządy) ojca i syna, natomiast nic nie wskazuje na występowanie interregnów (bezkrólewi).

Przy opracowaniu chronologii bezwzględnej królów w skali p.n.e. Thiele wskazał następujące synchronizmy chronologii królestw żydowskich z dobrze ustalonymi dla tego okresu chronologiami Asyrii i Babilonii:
1. lipiec/sierpień 853 p.n.e. – Bitwa pod Karkar, w której uczestniczyli m.in. Salmanassar III, król Asyrii i Achab, król Izraela. Bitwa odbyła się w 6. roku panowania Salmanassara III, który to rok był jednocześnie ostatnim rokiem panowania Achaba.
2. 841 p.n.e. – Jehu, król Izraela złożył hołd Salmanasserowi III, królowi Asyrii. Był to 18. rok panowania Salmanassara III i 1. rok panowania Jehu.
3. 723/722 p.n.e. – zdobycie Samarii bronionej przez Ozeasza, króla Izraela przez Salmanassara V, króla Asyrii. Był to ostatni rok panowania zarówno Salmanassara V jak i Ozeasza.
4. 701 p.n.e. – oblężenie Jerozolimy przez Sennacheryba, króla Asyrii w 14. roku panowania Ezechiasza, króla Judy.
5. 597/596 p.n.e. – Nebukadnezar II, król Babilonii zajmuje Jerozolimę i bierze Jojakina, króla Judy do niewoli (15/16 marca 597 p.n.e.). Był to 8. rok panowania Nebukadnezara II i ostatni rok panowania Jojakina.
6. 586/585 p.n.e. – zdobycie i zburzenie Jerozolimy przez Nebukadnezara II, króla Babilonii (587 p.n.e.). Był to 19. rok panowania Nebukadnezara II i ostatni rok panowania Sedecjasza, króla Judy.

## Problemy i rewizje chronologii Thielego
Edwin Thiele napotkał tylko jeden problem przy opracowywaniu chronologii królów hebrajskich. Nie potrafił na podstawie danych z Ksiąg Królewskich zsynchronizować panowania Ezechiasza, króla Judy z panowaniem Ozeasza, ostatniego króla Izraela. Przyjął więc niechętnie – na zasadzie wyjątku od reguły – że okres lat panowania Ezechiasza został wydłużony w wyniku błędu kopisty. Pozostawił jednak przyszłym badaczom zachętę i upoważnienie do rozwiązania tego problemu.
Uniwersytecki kolega Thielego – Siegfried H. Horn wykazał przekonywająco w 1964 r., że nie trzeba sztucznie skracać panowania Ezechiasza, ale należy podzielić je na okres koregencji z jego ojcem Achazem oraz czas samodzielnych rządów. Poprawka ta została szeroko zaakceptowana przez zwolenników chronologii Thielego do tego stopnia, że chronologia z poprawką Horna nadal nosi zwyczajową nazwę chronologii Thielego (a nie Thielego-Horna).
Wprowadzenie koregencji Achaza i Ezechiasza było pierwszą z kolei rewizją chronologii Thielego. Do tej pory powstało co najmniej kilkanaście rewizji tej chronologii opracowanych przez Thielistów (zwolenników Thielego), z których obecnie wiodącym jest Lesli McFall. Rewizje wprowadziły drobne poprawki do chronologii królów Judy, pozostawiając jednak nienaruszoną chronologię królów Izraela oraz nie podważyły roku podziału Zjednoczonego Królestwa, tj, 931/930 p.n.e. W 2003 r. jeden ze zwolenników Thielego – Roger Young – wykazał przekonująco, że Salomon zmarł pomiędzy kwietniem a sierpniem 931 p.n.e. i ta poprawka znalazła się w najnowszej wersji rewizji chronologicznej McFalla z 2008 r.
Jedną z rewizji chronologii Thielego jest chronologia Pavlovskyego i Voghta załączana do wydań Biblii Tysiąclecia.
Konkurencyjną i dość często używaną w opracowaniach historycznych chronologię królów hebrajskich opracował wybitny archeolog biblijny William F. Albright, autor min. Archeologii Palestyny (wyd. pol. 1964). Jej zwolennikiem jest historyk John Bright, autor wydanej w Polsce Historii Izraela. Chronologia Albrighta – krótsza od chronologii Thielego – jest obecnie odrzucana przez większość badaczy ze względu na brak synchronizacji panowania Roboama z uznanymi przez większość egiptologów datami panowaniem faraona Szeszonka I (utożsamianego zazwyczaj z „Sziszakiem”, który najechał Judę w czasie panowania Roboama).
Chronologię Thielego w kilku miejscach podważył norweski lingwista Rolf Furuli, który opracował mniejszościową „chronologię Oslo” różniącą się o jakieś 20–35 lat od systemu Thielego. Furuli odrzucił zarówno sugestię o błędach kopistów w Księgach Królewskich, jak i hipotezę o możliwej koregencji królów Judy. Chronologia Furulego kwestionuje też bezkrytyczne opieranie się na kanonie Ptolemeusza oraz na wątpliwym odczycie niektórych tabliczek astronomicznych, a dużą rolę przywiązuje do chronologii władców Judy zapisanej w biblijnych Księgach Królewskich. Na podstawie źródeł asyryjskich i babilońskich postuluje też rewizję chronologii Bliskiego Wschodu w drugiej połowie I tysiąclecia p.n.e., na przykład wskazując na możliwe panowanie kilku dodatkowych królów Babilonu. Podsumowaniem prac Furuliego nad chronologią jest dwutomowa praca Chronologia, Asyrii, Babilonii, Egiptu i Persji w porównaniu z chronologią Biblii, która ukazała się również po polsku.

## Wpływ chronologii Thielego na inne chronologie
Chronologia królów Edwina Thielego zyskała szerokie uznanie w środowiskach historyków i archeologów Starożytnego Bliskiego Wschodu. Na jej podstawie – a dokładnie na podstawie daty bezwzględnej 5. roku panowania Roboama, króla Judy – egiptolodzy Kenneth Kitchen i Erik Hornung wyznaczyli synchronizm dla 21. roku panowania Szeszonka I (bibl. Szyszaka), króla Egiptu oraz datowali całą XXII dynastię egipską w skali p.n.e. Także na podstawie chronologii Thielego historycy opracowali chronologię królów Tyru.

## Tablica chronologii Thielego i jego zwolenników
W poniższej Tabeli zostały przedstawione chronologie bezwzględne królów hebrajskich w opracowaniu Edwina Thielego oraz innych badaczy budujących swoje schematy w oparciu o dokonania Thielego (obecnie McFall, w przygotowaniu Horn). Ci badacze są zwani w publikacjach angielskich „Thielistami”, czyli zwolennikami Thielego.
W niektórych opracowaniach przytaczane są daty dokładne według kalendarza juliańsko-gregoriańskiego (rok trwający od 1 stycznia do 31 grudnia) i wtedy wyglądają np. tak: Roboam 931 – 913 p.n.e., natomiast w innych (bardziej naukowych) przytaczane są daty według starożytnych lat panowania zgodnych z kalendarzem żydowskim Judy (od jesieni do jesieni) lub Izraela (od wiosny do wiosny) i transponowanych na kalendarz juliańsko-gregoriański, a wtedy wyglądają np. tak: 931/930 – 914/913 p.n.e.
| Król        | Koregencja – Thiele (lata p.n.e.) | Samodz. panowanie – Thiele (lata p.n.e.) | Koregencja – McFall (lata p.n.e.) | Samodz. panowanie – McFall (lata p.n.e.) |
| ----------- | --------------------------------- | ---------------------------------------- | --------------------------------- | ---------------------------------------- |
| Saul        |                                   | [ c ]                                    |                                   | 1051–1010                                |
| Dawid       |                                   | [ d ]                                    |                                   | 1010–970                                 |
| Salomon     |                                   | [ e ]                                    |                                   | 970–931                                  |
| Jeroboam I  |                                   | 931/930–910/909                          |                                   | 931/930–910/909                          |
| Roboam      |                                   | 931/930–913                              |                                   | 931–914                                  |
| Abijjam     |                                   | 913–911/910                              |                                   | 914–912/911                              |
| Asa         |                                   | 911/910–870/869                          |                                   | 912/911–871/870                          |
| Nadab       |                                   | 910/909–909/908                          |                                   | 910/909–909/908                          |
| Basza       |                                   | 909/908–886/985                          |                                   | 909/908–886/985                          |
| Ela         |                                   | 886/885–885/884                          |                                   | 886/885–885/884                          |
| Zimri       |                                   | 885/884                                  |                                   | 885/884                                  |
| Tibni       |                                   | 885/884–880                              |                                   | 885/884–880                              |
| Omri        | 885/884–800                       | 880–874/873                              | 885/884–800                       | 880–874/873                              |
| Achab       |                                   | 874/873–853                              |                                   | 874/873–853                              |
| Jozafat     | 872/871–870/869                   | 870/869–848                              | 873–871/870                       | 871/870–848                              |
| Ochozjasz   |                                   | 853–852                                  |                                   | 853–852                                  |
| Joram       |                                   | 852–841                                  |                                   | 852–841                                  |
| Joram       | 853–848                           | 848–841                                  | 854–848                           | 848–841                                  |
| Ochozjasz   |                                   | 841                                      | 842–841                           | 841                                      |
| Jehu        |                                   | 841–814/813                              |                                   | 841–814/813                              |
| Atalia      |                                   | 841–835                                  |                                   | 841–835                                  |
| Joasz       |                                   | 835–796                                  |                                   | 835–796                                  |
| Joachaz     |                                   | 814/813–798                              |                                   | 814/813–798/797                          |
| Joasz       |                                   | 798–782/781                              | 799–798/797                       | 798/797–782/781                          |
| Amazjasz    |                                   | 796–767                                  |                                   | 796–767                                  |
| Jeroboam II | 793/792–782/781                   | 782/781–753                              | 793–782/781                       | 782/781–753                              |
| Azariasz    | 792/791–767                       | 767–740/739                              | 791–767                           | 767–739                                  |
| Zachariasz  |                                   | 753–752                                  |                                   | 753–752                                  |
| Szallum     |                                   | 752                                      |                                   | 752                                      |
| Menachem    |                                   | 752–742/741                              |                                   | 752–742/741                              |
| Pekachiasz  |                                   | 742/741–740/739                          |                                   | 742/741–740/739                          |
| Pekach      | 752–740/739                       | 740/739–732/731                          | 752–740/739                       | 740/739–732/731                          |
| Jotam       | 750–740/739                       | 740/739–732/731                          | 750–739                           | 739–732/731                              |
| Achaz       | 735–732/731                       | 732/731–716/715                          | 735–732/731                       | 732/731–715                              |
| Ozeasz      |                                   | 732/731–723/722                          |                                   | 732/731–723                              |
| Ezechiasz   | [ k ]                             | 729–695                                  | 729–715                           | 715–687/686                              |
| Manasses    |                                   | 695–641                                  | 697–687/686                       | 687/686–643/642                          |
| Amon        |                                   | 640–639                                  |                                   | 643/642–641/640                          |
| Jozjasz     |                                   | 638–608                                  |                                   | 641/640–609                              |
| Joachaz     |                                   | 607                                      |                                   | 609                                      |
| Jojakim     |                                   | 607–597                                  |                                   | 609–598                                  |
| Jojakin     |                                   | 597                                      | 608–598/597                       | 598/597                                  |
| Sedecjasz   |                                   | 597–586                                  |                                   | 597–586                                  |